# Kebba Ceesay (Seyfo)
Alh. Kebba Ceesay (* Dezember 1938; † 3. Oktober 2009) war Seyfo (auch die engl. Bezeichnung Chief ist geläufig) für den gambischen Distrikt Niamina Dankunku und ehemaliger Generaldirektor der National Intelligence Agency (NIA).

## Leben
Ceesay besuchte die von 1951 bis 1958 die Dankunku Primary School und dann von 1958 bis 1962 die Muhammedan School.
Danach begann er eine Tätigkeit im Jenoi Agricultural Centre in Jenoi und trat 1962 zusammen mit Momodou Gassama, dem damaligen Generaldirektor der Einwanderungsbehörde, in die gambische Polizei (Gambia Police Force) ein, wo er in den Rang eines Polizeiinspektors (Police Inspector) aufstieg.
Dann diente Ceesay im gambischen Inlandsnachrichtendienst, der National Intelligence Agency (NIA), wo er für zwei Jahre in den Rang eines stellvertretenden Generaldirektors befördert wurde. 1997 wurde er zum Assistant Commissioner der West Coast Region (damalige Bezeichnung Western Division) ernannt wurde, später zum Commissioner (heutige Bezeichnung Gouverneur) und dann zurück zum NIA und mit der Position als Generaldirektor mit einem 4-Jahres-Vertrag. Nach dem Auslaufen des Vertrages bei der NIA wurde im Juli 2002 Abdoulie Kujabi, der zuvor stellvertretender Generaldirektor war, als sein Nachfolger als Generaldirektor ernannt.
Ceesay wurde Anfang Juli 2007 zum Seyfo des Distrikts Niamina Dankunku ernannt, eine Position, die er bis zu seinem Ableben im Oktober 2009 innehatte.

## Familie
Der verstorbene Kebba Ceesay hatte drei Ehefrauen und zwölf Kinder.